# Linia kolejowa Königs Wusterhausen – Töpchin
Linia kolejowa Königs Wusterhausen – Töpchin – jednotorowa i niezelektryfikowana lokalna linia kolejowa w kraju związkowym Brandenburgia, w Niemczech. Łączy stacje Königs Wusterhausen przez Mittenwalde z Töpchin.